# Ethan (Dakota del Sud)
Ethan è un centro abitato (town) degli Stati Uniti d'America, situato nella Contea di Davison nello Stato del Dakota del Sud. La popolazione era di 331 persone al censimento del 2010. Fa parte dell'area micropolitana di Mitchell. Ethan è una piccola comunità a soli 10 miglia a sud di Mitchell.

## Storia
Ethan venne progettata nel 1883, e prende questo nome in omaggio a Ethan Allen, un patriota della guerra rivoluzionaria.

## Geografia fisica
Ethan è situata a 43°32′45″N 97°59′00″W (43.545878, -97.983283).
Secondo lo United States Census Bureau, ha un'area totale di 0,25 miglia quadrate (0,65 km²).

## Società

### Evoluzione demografica
Secondo il censimento del 2010, c'erano 331 persone.

### Etnie e minoranze straniere
Secondo il censimento del 2010, la composizione etnica della città era formata dal 97,9% di bianchi, l'1,2% di nativi americani, e lo 0,9% di due o più etnie. Ispanici o latinos di qualunque razza erano lo 0,3% della popolazione.